# Совпадение индуктивных обобщений
Совпадение индуктивных обобщений (англ. consilience of induction) — это научный принцип, сообразно которому достоверность данных равно подтверждается доказательствами из независимых источников. Считается, что индуктивные обобщения совпадают, когда вывод из одного набора фактов, соответствует выводу из другого набора, не связанного с первым. Английский термин consilience of induction был впервые предложен Уильямом Хьюэллом и буквально обозначает "совместный прыжок" (от латинского  com- «вместе» и -siliens «прыгает») .

## История термина
На сегодняшний день в философии науки существует двойственная интерпретация англоязычного термина consilience.
Совпадение индуктивных обобщений впервые появляется в работе «Философия индуктивных наук, основанная на их истории» (1840) Уильяма Хьюэлла. Хьюэлл предлагает несколько испытаний для того, чтобы убедиться в истинности научной теории. После того как теория изобретена, она должна пройти три основные стадии тестирования, прежде чем она приобретет статус эмпирически подтвержденной. Эти тесты – предсказание, совпадение обобщений и согласованность . В том, что касается индукции, философ пишет, что «совпадение обобщений возникает, когда полученное из ряда фактов обобщение, совпадает с обобщением, полученным из другого ряда фактов. Таким образом, действительное совпадение является проверкой истинности теории» . Результаты индукции, полученные при обобщении одного класса явлений, оказываются неожиданно приложимыми к другому их классу, что невозможно объяснить случайностью .
Термин не получил широкого распространения и был возрождён только в конце XX века благодаря работе «Консилиенс. Объединение знаний» американского социобиолога Эдварда Осборна Уилсона, где тот предпринимает попытку сокращения культурного разрыва между естественными и гуманитарными науками. В этой книге термин определяется буквально как «совместный прыжок знания с помощью объединение фактов и основанных на фактах междисциплинарных теорий с целью создать универсальное основание для объяснения наук» . Убеждение Уилсона состоит в том, что науки и искусства исходят из одних оснований: и те, и другие стремятся по-своему объяснить происхождение людей и мира. Кроме того, они объединены общей целью: привнести в жизнь человека осмысленность. Например, Осборн рассматривает сотрудничество нейронаук и эпистемологии или биологии и этики. В целом, под вторым значением термина можно понимать стремление специалистов в гуманитарных и естественных науках работать как равные партнеры во имя создании общего фундамента для исследований . На сегодняшний день это значение термина является превалирующим в связи с интересом к интердисциплинарности и распространённостью попыток построения холистических объясняющих моделей.

## Примеры совпадения индуктивных обобщений в науке

### В естественнонаучных исследованиях
В хьюэлловском понимании принципа, он в имплицитном виде применяется в современных научных исследованиях. В частности, именно он лежит в основе доверия систематическим обзорам и метаанализам как наиболее достоверным источникам информации. Систематические обзоры направлены на всестороннее рассмотрение и обобщение данных, связанных с конкретным вопросом. Метаанализ представляет собой набор статистических методов для объединения количественных результатов нескольких исследований, чтобы получить общее резюме эмпирических знаний по данной теме. Он используется для анализа основных тенденций и различий в результатах, а также для исправления ошибок и смещений в целом ряде исследований . Преимуществами заключения, синтезированное на основании многих исследований считается то, что выводы будут более обобщенными и могут позволить выявить важные различия между отдельными исследованиями . Как видно, эта идея перекликается с принципом совпадения индуктивных обобщений, поскольку предпочтение отдаётся заключению, которое подтверждается выводами, сделанными сразу рядом исследователей, использующих разную методологию и разные наборы исходных данных.

### В гуманитарных исследованиях
Принцип обобщения индуктивных заключений в собственном значении применяется в гуманитарных науках. Например, в текстологии и источниковедении для решения вопросов атрибуции, определения авторства и возраста культурных артефактов. Считается корректным использовать разнообразные методы для достижения наиболее достоверных выводов. Например, в вопросе об истинности «Слова о полку Игореве» на протяжении нескольких столетий производятся попытки выяснить, действительно ли это оригинальный документ или же более поздняя подделка. Наиболее весомым аргументом считается анализ лингвистических данных «с их относительно высокой объективностью и определённостью» , которые подтверждают оригинальное происхождение памятника древнерусской литературы. Однако лингвистические данные, которые бы противоречили литературоведческому, историческому и историческому аспекту этой проблемы, не могут быть признаны достоверными. В частности, на протяжении очень длительного времени подчеркивалась необычность, исключительность «Слова» на фоне древнерусской культуры, пока на основании данных, полученных историками, археологами, историками культуры, историками литературы Древней Руси коренным образом не изменилось представление об эстетическом и техническом уровне развития культуры . Сегодня индуктивные обобщения совпадают, а значит, теория в целом выглядит более убедительной.

### Вне научных исследований
Уважение к достоверности совпадения индуктивных обобщений может наблюдаться не только в рамках науки. Например, известна легенда о создании Септуагинты, перевода Ветхого завета на древнегреческий язык. Согласно легенде, перевод был выполнен семидесятью толковниками. Причём переводчики работали отдельно друг от друга, но оказалось, что их переводы полностью совпали. Независимо от того, соответствуют ли реальности описываемые в легенде события, предание служит выражением того почитания, которое оказывал еврейский мир переводу Семидесяти до определённого исторического момента  . Совпадение результатов независимой деятельности воспринимается как лучшее доказательство истинности и ценности полученного результата, что доказывает релевантность принципа в том числе вне научного контекста.

## Совпадение индуктивных обобщений и другие принципы исследований
Совпадение индуктивных обобщений является только одним из возможных критериев проверки достоверности эмпирических теорий. Он сосуществует с такими критериями, как доказательность , непротиворечивость,эмпирическая проверяемость, воспроизводимость эмпирического материала, общезначимость, системность, однозначность терминов, способность к развитию .

### Совпадение обобщений и системность
Близким по содержанию можно считать критерий системности или когерентности (coherence), который упоминается и самим Хьюэллом. Этот критерий «требует, чтобы теория состояла из взаимосвязанных, а не отдельных утверждений». Отличие заключается в том, что критерий системности требует гармонизации непосредственно положений теории, а критерий совпадения индуктивных обобщений – того, чтобы гармонизировались разные наборы данных, участвующих в формировании теории.

### Совпадение обобщений и объяснительная сила
Наличие у теории объяснительной силы – это способность полно и точно описывать собственный объект, то есть давать объяснение наибольшему количеству следствий теории. Различие заключается в том, что совпадение обобщений является методологическим принципом преимущественно чисто эмпирических исследований. В то время как объяснительная сила применяется в основном к построениям изначально теоретическим во время формировании статистических и математических моделей, компьютерном моделировании или работе с нейросетями .